# Rue Frédéric-et-Irène-Joliot-Curie
La rue Frédéric-et-Irène-Joliot-Curie est une voie de la commune de Reims, située au sein du département de la Marne, en région Grand Est.

## Origine du nom
La voie rend hommage aux époux Frédéric Joliot-Curie et Irène Joliot-Curie.

## Historique
Elle porte sa dénomination actuelle depuis 1971. La deuxième partie, après la courbe longe des jardins familiaux.

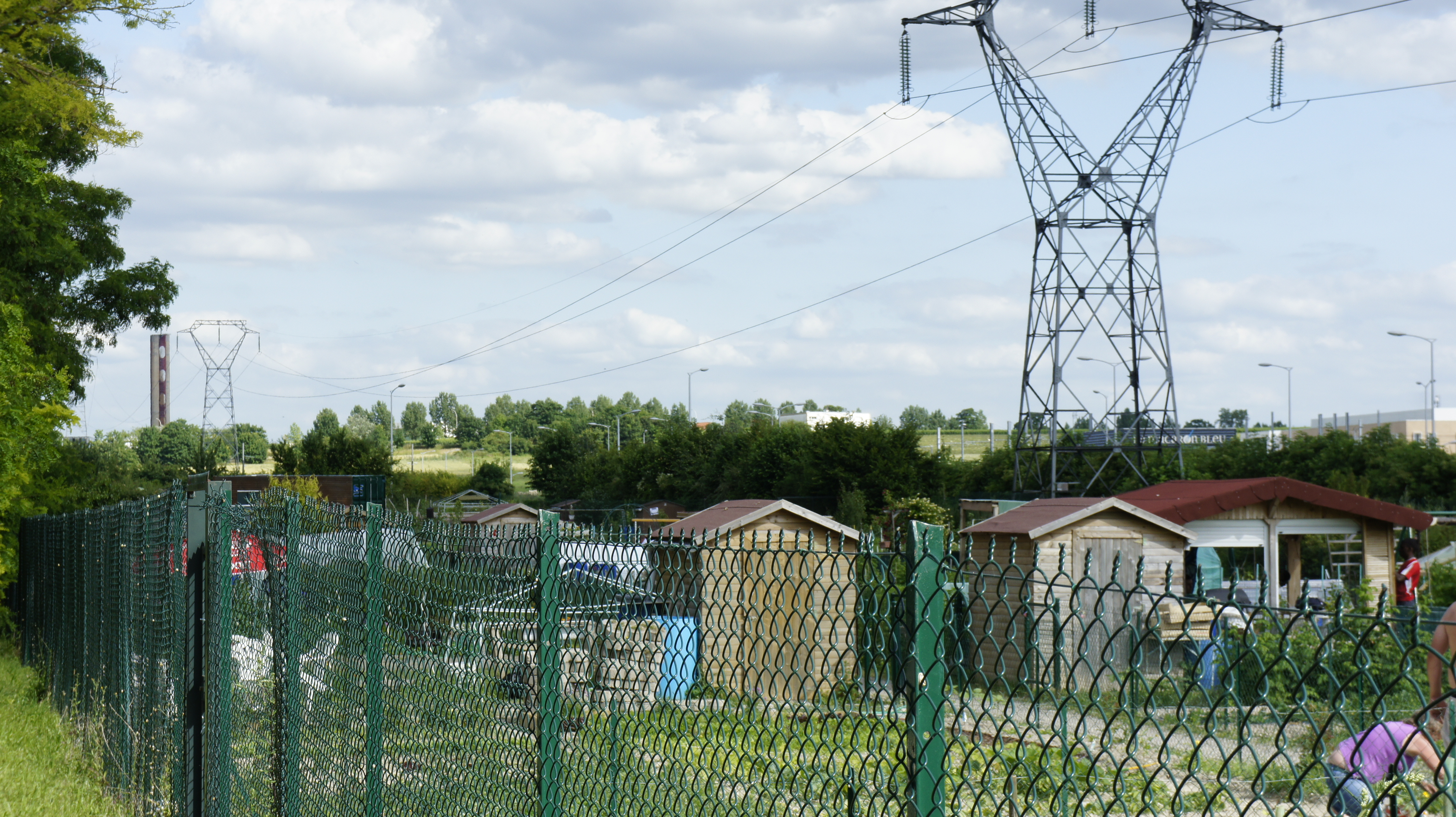
Ligne électrique et jardins familiaux.

## Bâtiments remarquables et lieux de mémoire
Il y a un collège, un Lycée, l'IRTS, une maternelle, une annexe de la Croix-Rouge dans la rue.